# فيليب فولمر
فيليب فولمر (بالإنجليزية: Phillip Fulmer)‏ هو مدير فني أمريكي، ولد في 1 سبتمبر 1950 في وينشستر في الولايات المتحدة.

## وصلات خارجية
- فيليب فولمر على موقع قاعة تينيسي للمشاهير الرياضية (الإنجليزية)
- فيليب فولمر على موقع IMDb (الإنجليزية)
- فيليب فولمر على موقع إن إن دي بي (الإنجليزية)
- فيليب فولمر على موقع قاعدة بيانات الفيلم (الإنجليزية)
- فيليب فولمر على موقع كينوبويسك (الروسية)